# ハビエル・ボテット
ハビエル・ボテット・ロペス（Javier Botet López、1977年7月30日 - ）は、スペインの俳優。

## 来歴
シウダー・レアル出身。5歳の時に先天的な難病のマルファン症候群と診断される。約2メートル4センチの長身ながら、体重は約45キロしかない。また、極端に痩せ細った体に細くて長い指を持つ。その体格を活かして、本国スペインやアメリカのホラー映画などで、クリーチャーや怪異を専門に演じている。
特に『REC/レック』シリーズでよく知られている。

## 主な出演作品
- REC/レック [Rec] (2007)
- REC/レック2 REC 2 (2009) クレジットなし
- 気狂いピエロの決闘 Balada triste de trompeta (2010)
- 刺さった男 La chispa de la vida (2011)
- REC/レック3 ジェネシス [Rec]³: Génesis (2012)
- MAMA Mama (2013)
- スガラムルディの魔女 Las brujas de Zugarramurdi (2013)
- マジカル・ガール Magical Girl (2014)
- REC/レック4 ワールドエンド [REC] 4: Apocalipsis (2014) クレジットなし
- クリムゾン・ピーク Crimson Peak (2015)
- レヴェナント: 蘇えりし者 The Revenant (2015)
- アザー・サイド 死者の扉 The Other Side of the Door (2016)
- 死霊館 エンフィールド事件 The Conjuring 2 (2016)
- ドント・ノック・トワイス Don't Knock Twice (2016)
- エイリアン: コヴェナント Alien: Covenant (2017) クレジットなし
- ザ・マミー/呪われた砂漠の王女 The Mummy (2017)
- HOSTILE ホスティル Hostile (2017)
- IT/イット “それ”が見えたら、終わり。 It (2017)
- ネクスト・コメディ Algo muy gordo (2017)
- ポラロイド Polaroid (2017)
- インシディアス 最後の鍵 Insidious: The Last Key (2018)
- スレンダーマン 奴を見たら、終わり Slender Man (2018)
- MARA/マーラ Mara (2018)
- ゲーム・オブ・スローンズ Game of Thrones (2019)
- スケアリーストーリーズ 怖い本 Scary Stories to Tell in the Dark (2019)
- IT/イット THE END “それ”が見えたら、終わり。 It: Chapter Two (2019)
- 獣の棲む家 His House (2020)
- ドラキュラ/デメテル号最期の航海 The Last Voyage of the Demeter (2023)[4]